# Kordofon hangszerek
Húros vagy kordofon hangszereknek nevezzük azokat a  hangszereket, amelyeknél a hangot elsődlegesen kifeszített húrok rezgése állítja elő. Közéjük tartoznak a pengetős hangszerek, a vonós hangszerek, a billentyűs húros hangszerek, és egyéb, az előzőkbe egyértelműen nem sorolható típusok (például berimbau, tekerőlant, aeolhárfa, cimbalom).
A kordofonok a hangszerek Sachs–Hornbostel-féle osztályozásában alapvető kategóriát képeznek az idiofon, a membranofon és az aerofon hangszerek mellett.
A húros hangszerek első ismert ábrázolása a Les Trois Frères-barlangban található, a barlangrajz az i. e. 13-15 000 években keletkezett.

## Változatai
A legegyszerűbb, legősibb húros hangszer, a zenélő íj egy egyszerű húrhordozó szerkezetből és az arra kifeszített egyetlen húrból áll. Csatlakozhat hozzá még egy kivájt tök hangszertest, rezonátor, vagy ezt a szerepet betöltheti a zenész szájürege is, amely segít a húr rezgésének hang formájában való kisugárzásában. Lényegében ugyanezeket az elemeket foglalják magukba a legkifinomultabb húros hangszerek is. Annak alapján, hogy a húr, a húrhordozó és a rezonátortest hogyan illeszkedik egymáshoz, a hangszerek Sachs–Hornbostel-féle osztályozása a kordofon hangszereknek két fő osztályát különbözteti meg: az egyszerű és az összetett kordofon hangszerekét.
- Az egyszerű kordofon hangszerek vagy citerák húrjai egy húrhordozó test két vége között feszülnek. A rezonátor hiányozhat is, de ha van, akkor úgy épül rá a húrhordozóra, hogy nem bontja meg annak struktúráját, legtöbbször a hangszer tönkretétele nélkül levehető róla. Az egyszerű kordofonokat a húrhordozó milyensége, formája alapján különböztetik meg, például vannak rúdciterák, lapciterák, keretciterák stb.
- Az összetett kordofon hangszerek húrjainak egyik vége egy húrhordozóhoz csatlakozik, míg a másik vége a húrhordozóhoz nem közvetlenül illeszkedik, hanem az arra ráépült rezonátortesthez fut. Összetett kordofonok a hárfák, a lantok és a hárfalantok.

## Működése
Eltérően a legtöbb aerofon hangszertől, ahol a különböző hangmagasságokat elsősorban a rezonátor hosszúságának megváltoztatásával lehet előállítani (hanglyukak, tolócső stb.), a kordofonoknál ezt jellemzően az elsődleges rezgéskeltő alkatrész, a húr tulajdonságainak módosításával érhetjük el. Azt is mondhatjuk, hogy az elsődleges rezgéskeltő nem is a kifeszített húr, hanem az azt gerjesztő köröm, pengető, kalapács vagy vonó, a kifeszített húr pedig maga is egyfajta rezonátorként megformálja, állandósítja a hangot, tárolja energiáját, hogy azt egy további, más elven működő rezonátornak, hangsugárzónak adja tovább.

### A húrok

A felénél megpengetett húr mozgásának sematikus képe

Az 1/5-énél megpengetett húr mozgásának sematikus képe

A rezgő húrok hangmagasságával kapcsolatos törvényszerűségek egy részét már Püthagorasz megfogalmazta, de Marin Mersenne volt az első, aki a  jelenséget a maga fizikai teljességében leírta. Három törvényt fogalmazott meg:
a frekvencia
- fordítva arányos a húr hosszúságával, azaz két rögzítési pontjának távolságával,
- egyenesen arányos a húrt feszítő erő négyzetgyökével,
- fordítva arányos az egységnyi húrhosszúságra eső tömeg négyzetgyökével (ami függ a húr keresztmetszetétől és a húr anyagának sűrűségétől).

{\displaystyle f={\frac {1}{LD}}{\sqrt {\frac {T}{\rho \pi }}}}
ahol:
- {\displaystyle f} a húr alapfrekvenciája
- {\displaystyle L} a húr rezgő hosszúsága + 10 cm
- {\displaystyle D} a húr átmérője
- {\displaystyle T} a húrt feszítő erő
- {\displaystyle \rho } a húr anyagának sűrűsége

Egyszerűsége miatt érdemes megjegyezni a húrokban terjedő (transzverzális) hullámok {\displaystyle c} sebességét is:
{\displaystyle c={\sqrt {\frac {T}{\tilde {\rho }}}}}
ahol: {\displaystyle {\tilde {\rho }}} a húr egységnyi hosszra eső tömege

### A hangszertest
A rezgő húrok önmagukban nagyon rossz sugárzók, melynek oka a húrok kicsiny felülete és az akusztikai rövidzár jelensége. Ahhoz, hogy jól hallható hangot adjanak ki, valamilyen rezonátortesttel kell kisugározni, vagy elektronikus úton felerősíteni rezgéseiket. A rezonátortest lehet üreges test, rugalmas lemez, kifeszített membrán, vagy ezek kombinációja. Az elektronikus módszer a hangszedő – erősítő – hangszóró rendszeren alapul.
Ezek az akusztikus vagy elektronikus eszközök nem egyszerűen csak felerősítik, kisugározzák a húrok rezgéseit, hanem saját jellegzetességüket, karakterüket is hozzáadják, tehát a hang szépsége, zeneisége, kifejezőképessége nagyrészt ezeken is múlik.

## A húrok gerjesztése
A zenélő íjak egy része, például a berimbau esetében a kifeszített húrt megütéssel gerjesztik rezgésre, ugyanígy a cimbalmon vagy a zongorán, az utóbbinál billentyűvel vezérelt mechanika segítségével. A pengetős hangszerek esetén ujjakkal vagy pengetővel a húrt kitérítik nyugalmi helyzetéből, majd elengedik. A csembalónál a húr megpendítése billentyűzet közvetítésével történik. A húr megütésekor sebességet, mozgási energiát kap, míg pengetésekor rugalmas potenciális energiát.
Az előbbi esetekben a húr csillapított rezgést végez, a folytonos rezgéshez folyamatos gerjesztés szükséges. A vonós hangszerek esetén ez gyantázott vonó, a tekerőlantnál gyantázott forgó kerék dörzsölése révén valósul meg. Az aeolhárfa húrjának folyamatos gerjesztését a légáramlat által keltett légörvények végzik.
A rezgésbe hozott, megszólaló húr hangmagasságát a húr geometriai és fizikai jellemzői határozzák meg. A hang intenzitását elsősorban a gerjesztés amplitúdója határozza meg, de szerepe van a gerjesztés helyének is. A hangszín a gerjesztés helyétől, annak alakjától és módjától függ.

## Hangsorok létrehozása

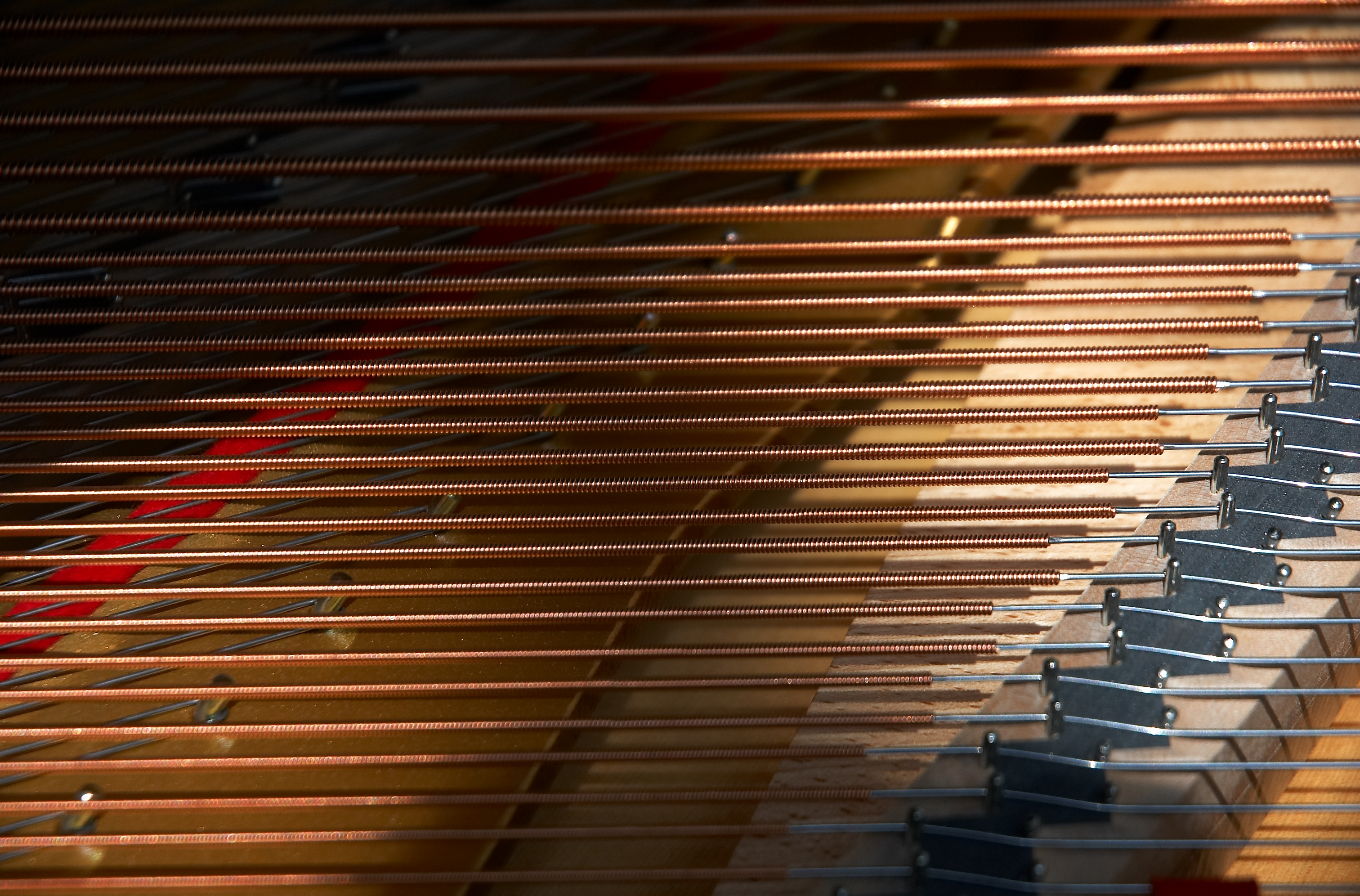
Zongora húrjai

A rezgő húr által keltett hang magassága függ a húr hosszúságától, vastagságától, anyagától, végül függ annak az erőnek a nagyságától, mely a húrt feszíti.
A húros hangszerek hangolása általában a feszítőerő változtatásával történik. A húr egyik végének hangolószög, hangolókulcs vagy mechanikus húrgép segítségével való feltekerésével a húr rugalmasan megnyújtható, feszítőereje növelhető.
Fogólap nélküli húros hangszereknél – mint például a hárfa, a zongora – minden egyes hangmagassághoz külön húr (húrcsoport) tartozik, de a kiegyenlített hangzás szempontjából kívánatos, hogy a mélyebb húrok lehetőleg hosszabbak legyenek, a magasak pedig rövidebbek. Ez magyarázza többek között e hangszerek sajátos, jellemző körvonalát. Fogólapos húros hangszerek esetén, mint amilyen a gitár, a hegedű, szintén több, különböző módon behangolt húrt használhatnak, de a húr rezgő hosszúsága a fogólapra történő leszorítással is változtatható. A pedálhárfa húrjainak kromatikus áthangolása szintén a húrhosszúság megrövidítésével történik.
Fogólapos húros hangszereknél az a jó, ha az egyes húrok feszessége nagyjából egyforma. Mivel hangolásuk különböző, ezért vagy vastagságuknak, vagy sűrűségüknek kell különbözőnek lenni. Hegedűnél például megfigyelhető, hogy a magas hangoktól a mélyebbek felé haladva a húrok egyre vastagabbak. De fogólap nélküli hangszereknél, például hárfánál is ugyanezt látjuk, pedig itt a húrok hosszúsága a hangmagassághoz alkalmazkodik. Ez azért van, mert játéktechnikai szempontból az a kívánatos, hogy a rövidebb húrok kevésbé legyenek feszesek, mint a hosszabbak.
Végül léteznek olyan húros hangszerek is, ahol a rézfúvós hangszerek hangképzésével analóg módon a rezgő húr különböző rezgési móduszait, felhangjait, üveghangjait használják dallamjátékra, mint például a tromba marina.